# Serge Bourrier
Pour les articles homonymes, voir Bourrier.
Serge Bourrier est un acteur et directeur artistique français, né le 28 décembre 1931 à Noisy-le-Sec et mort le 27 décembre 2017 à Paris 18e.

## Biographie

### Carrière
D'abord acteur de théâtre, il se tourne ensuite vers le doublage, plus précisément vers les séries d'animation japonaises. Il est notamment connu pour être la voix de plusieurs personnages dont Shun, Siegfried de Dubhe, Julian Solo / Poséidon, ainsi que de nombreux autres personnages (comme Algol de Persée, le Grand Pope (3e voix)) dans Saint Seiya, (Les Chevaliers du Zodiaque), Gemma Vincent et Ernestin dans Ranma ½ ou encore le narrateur de Dragon Ball GT. En 1990, il est notamment l'un des invités (avec Éric Legrand et Virginie Ledieu) dans l'émission spéciale Les Chevaliers du Zodiaque du Club Dorothée sur TF1.
Avec l'expérience, il devient aussi directeur de plateau de doublage.
Il était l'époux de l'actrice Maria Pacôme et le père de François Pacôme, également comédien.

### Mort
Serge Bourrier meurt le 27 décembre 2017 à Paris 18e, la veille de son 86e anniversaire.

## Théâtre

### Interprétation
- 1954 : Crispin rival de son maître d'Alain-René Lesage, mise en scène André Steigner, Festival de Bellac
- 1964 : Coriolan de William Shakespeare, mise en scène Gabriel Garran, Festival d'Art dramatique d'Aubervilliers
- 1968 : L'Amour en passant d'après La Maîtresse de Jules Renard, mise en scène Pierre Franck, Théâtre Montansier, tournée Herbert-Karsenty
- 1969 : L'Amour en passant, Théâtre des Célestins
- 1970 : Les Enfants d'Édouard de Marc-Gilbert Sauvajon, mise en scène Jean-Paul Cisife, Théâtre des Bouffes-Parisiens
- 1989 : Pâquerette de Claude Magnier, mise en scène Francis Perrin, Théâtre de la Michodière
- 1994 : Les Crachats de la lune de Gildas Bourdet, mise en scène Jean-Michel Lahmi, Théâtre de la Michodière

### Metteur en scène
- 1965 : Antoine et Cléopâtre de William Shakespeare, mise en scène avec François Maistre et Jean Larroquette, Théâtre Sarah Bernhardt

## Doublage

### Cinéma

#### Films
- 1970 : Hercule à New York : Professeur Camden (James Karen)
- 1972[7] : Les rebelles viennent de l'enfer : le fermier aux œufs (Charles Tyner)
- 1979 : Cuba : Jesus (David Rappaport)
- 1987 : Running Man : Damon Killian (Richard Dawson)
- 1988 : Bloodsport : Helmer (Norman Burton)
- 1988 : Toutes folles de lui : Wallace Gibson  (Seymour Cassel)
- 1990 : Dark Angel : le capitaine Malone (Jim Haynie)
- 1991[8] : Robin des Bois, prince des voleurs : Scribe (John Tordoff)
- 2000 : King of the World (en) : le juge du match Ali-Liston (Ferdie Pacheco)
- 2006 : Jugez-moi coupable : Maître Rizzo (Jerry Adler)
- 2009 : Harry Brown : Leonard « Len » Attwell (David Bradley)

#### Films d'animation
- 1987 : Éris : La Légende de la pomme d'or : Shun
- 1988 : La Guerre des dieux : Shun
- 1988 : Les Guerriers d'Abel : Shun, Shura Chevalier d'Or du Capricorne et Masque de Mort Chevalier d'Or du Cancer
- 1989 : Lucifer : Le Dieu des Enfers : Shun, Ikki (voix de remplacement), Astaroth, Poséidon, Aldebaran Chevalier d'Or du Taureau et Milo Chevalier d'Or du Scorpion
- 1990 : Dragon Ball : L'Aventure mystique : Tsuru Sennin
- 1995 : Dragon Ball Z : L'Attaque du dragon : Hoï
- 1996 : Dragon Ball : L'Armée du Ruban Rouge : le général Red
- 1997 : Dragon Ball GT : Cent ans après : le narrateur

### Télévision

#### Téléfilms
- 1980 : Encore plus de Mystères de l'Ouest : Robert T. Malone (Harry Morgan)
- 2010 : Le Garçon qui criait au loup : le notaire Igor Van Helman Stanisklavsky (Alex Diakun)

#### Séries télévisées
- 1982-1989 : Dynastie : Gerard (William Beckley (en)) (81 épisodes) et Garrett Boydston (Ken Howard) (saison 6)
- 1984 : Starsky et Hutch : Roger (Roger Etienne) (saison 2, épisode 4)
- 1985 : Santa Barbara : Jack Lee (Joel Crothers (en)) (67 épisodes)
- 1987 : La Vengeance aux deux visages : Philip Stewart (John Lee) (2e voix)
- 1991 : Peter Strohm : Mark Veres (Wolfgang Gasser (de))
- 1991 : Fiveman :  le capitaine Gaeroa (Takeshi Ishakawa)
- 1992-1995 : Melrose Place : Matt Fielding, Sr. (James Handy) (6 épisodes)
- 1992-1995 : Martin : Stan Winters (Garrett Morris) (55 épisodes)
- 1993-2006 : Wolff, police criminelle : Maître Peter Fried (Gerd Wameling (de))
- 1995-1996 : Bugs : Jean-Daniel Marcel (Gareth Marks) (8 épisodes)
- 1996-1998 : Beetleborgs : Frankenbeans (Blake Torney) (48 épisodes)
- 2004 : Rubí : ? ( ? )
- 2005-2011 : Inspecteur Barnaby : Dr George Bullard (Barry Jackson (en)) (2e voix, saisons 9 à 14)
- 2006 : Close to Home : Juste Cause : le juge L. Salter (Thomas Kopache (en)) (saison 1)
- 2007 : Dr House : Dr Curtis (Holmes Osborne) (saison 4, épisode 6)
- 2007 : Desperate Housewives : le maire Johnson (Kenneth Kimmins (en)) (saison 3, épisode 18)
- 2008-2011 : Sons of Anarchy : Floyd (James Carraway) (6 épisodes)

#### Séries d'animation
- 1982 : Tom Sawyer : le juge
- 1983-1984 : Les Maîtres de l'univers : Stratos (1re voix)
- 1985 : Clémentine : Dagger
- 1985-1986 : Transformers : Nergill, le Dr Fujiyama, le maire de Central City et voix additionnelles
- 1986[9] : Signé Cat's Eyes :  le commissaire Bruno et M. Durieux (redoublage de l'épisode 15)
- 1986-1989[10] : Les Chevaliers du Zodiaque : Shun, Siegfried de Dubhe, Julian Solo / Poséidon, Hagen, Aiolos, le Grand Pope (3e voix), Isaak, Misty, Algol de Persée, etc.
- 1986 : Alvin et les Chipmunks : Simon
- 1987 : Bravestarr :  Tex Hex
- 1987 : SilverHawks : Blue Grass, Windhammer, Molecular, Seymour
- 1988 : Gordian : Karegas
- 1989-1992[11] : Ranma ½ : Gemma Vincent, Ernestin et le directeur
- 1989 : Dino Riders : Rasp
- 1990 : Super Mario Bros. : Marc-Antoine
- 1991 : Mes tendres années : Aldo
- 1991 : La Reine du fond des temps : le chef des pirates, le père adoptif d'Opale, le colonel Guérard, le colonel Léopold, le père de Boulu
- 1992 : James Bond Junior : Goldfinger, Baron Van Skining
- 1995 : Rocko's Modern Life : Filburt
- 1995 : Ragen Blue ~Symphonic Image Album~ : Algon et le roi Léok  (CD)
- 1996-1997 : Dragon Ball GT : Rou Dai Kaio Shin, Shenron et le narrateur (2e voix)
- 1996 : Tico et ses amis :  James
- 2009-2011 : Saint Seiya: The Lost Canvas : Grand Pope Sage

### Jeux vidéo
- 2002 : Robin Hood : La Légende de Sherwood : Scathlock, Godwin, voix additionnelles
- 2004 : Armed ans Dangerous : Le Roi Clouvis
- 2005 : Doom 3 : le conseiller Elliot Swann, ainsi que divers personnages secondaires
- 2005 : The Movies : Wally Krunkleburger
- 2006 : Call of Juarez: Bound in Blood : divers personnages
- 2009 : Dragon Age: Origins : Premier Enchanteur Irving
- 2009 : Cryostasis: Sleep of Reason : l'ingénieur
- 2012 : Tekken Tag Tournament 2 : Sebastian

### Direction artistique
- Merci les filles
- Les Parker
- Sister, Sister
- Un cas pour deux